# Gal (jednostka)
Gal – w układzie CGS jednostka przyspieszenia. Definiowany jako 1 centymetr na sekundę kwadrat.
W przeliczeniu na jednostki układu SI: 1 gal = 0,01 m/s2.
Jednostki tej nadal używa się w grawimetrii, gdzie anomalia pola grawitacyjnego Ziemi nad identyfikowanymi obiektami zazwyczaj jest rzędu dziesiątek lub setek miligali. Jednostka ta wzięła nazwę od włoskiego astronoma, Galileusza.